# Elkins (Arkansas)
Elkins es una ciudad situada en el condado de Washington, Arkansas, Estados Unidos. Tiene una población estimada, a mediados de 2023, de 3889 habitantes.

## Geografía
La localidad está ubicada en las coordenadas 36°01′02″N 94°01′25″O / 36.01722, -94.02361 (36.017217, -94.023497). Tiene una superficie total de 10.13 km², de los cuales 10.03 km² corresponden a tierra firme y 0.10 km².

## Demografía

### Censo de 2020
Según el censo de 2020, en ese momento había 3602 personas residiendo en la localidad. La densidad de población era de 359.12 hab./km².
| Raza                   | Núm. | Porc.   |
| ---------------------- | ---- | ------- |
| Blancos                | 2937 | 81.54%  |
| Afroamericanos         | 54   | 1.50%   |
| Amerindios             | 50   | 1.39%   |
| Asiáticos              | 23   | 0.64%   |
| Isleños del Pacífico   | 12   | 0.33%   |
| De otras razas         | 119  | 3.30%   |
| De una mezcla de razas | 407  | 11.30%  |
| Total                  | 3602 | 100.00% |

Del total de la población, el 9.41% eran hispanos o latinos de cualquier raza.

### Estimación 2018-2022
Según la estimación 2018-2022 de la Oficina del Censo, el 24.7% de los habitantes de la localidad son menores de 18 años, el 61.1% tienen entre 18 y 64 años, y el 14.2% tienen 65 años o más.
Los ingresos medios de los hogares de la localidad son de $72,940 y los ingresos medios de las familias son de $83,333. Alrededor del 5.5% de la población está por debajo de la línea de pobreza, entre ellos el 3.1% de los menores de 18 años y el 6.0% de quienes tienen 65 años o más.